# Mouzakaíïka
Mouzakaíïka är en ort i Grekland.   Den ligger i prefekturen Nomós Prevézis och regionen Epirus, i den västra delen av landet, 300 km nordväst om huvudstaden Aten. Mouzakaíïka ligger 66 meter över havet och antalet invånare är 207.
Terrängen runt Mouzakaíïka är kuperad åt sydväst, men åt nordost är den bergig.Runt Mouzakaíïka är det ganska glesbefolkat, med 34 invånare per kvadratkilometer. Närmaste större samhälle är Kanaláki, 4,6 km söder om Mouzakaíïka. == Kommentarer ==
1. ↑  Framräknat ur variansen i alla höjduppgifter (DEM 3") från Viewfinder Panoramas, inom 10 km radie.[2] Mer om algoritmen finns här: Användare:Lsjbot/Algoritmer.